# Stuwdam van Vianden
De Stuwdam van Vianden (Luxemburgs: Barrage Veianen) of Lohmühle Dam is een stuwdam in de Our bij de stad Vianden in het noordoosten van Luxemburg.
De stuwdam is 130 meter lang en 30 meter hoog. Het stuwmeer is 8 km lang en bevat 10 miljoen m³ water (waarvan 6,9 miljoen m³ bruikbaar). De dam is gebouwd ten behoeve van een waterkrachtcentrale. Op een hoger niveau, 280 meter hoger dan het grote stuwmeer, liggen nog twee waterreservoirs, met een bruikbare opslagcapaciteit van respectievelijk 3 en 3,8 miljoen m³.
Onderaan de stuwdam staat op de rechteroever de Sint-Rochuskapel (eigenlijk een kerk) die dateert van 1770. In 1632 stond op deze plaats een kapel die opgericht werd na de pestepidemie. Hij was gewijd aan Onze-Lieve-Vrouw en aan de twee pestheiligen, te weten Sint-Rochus en Sint-Sebastiaan.

## Geschiedenis
Plannen voor de bouw van een installatie in de Our dateren uit 1925, maar door gebrek aan geld en door politieke redenen is het er lange tijd niet van gekomen.
Doordat de Our de grensrivier is tussen Luxemburg en Duitsland, was er een internationaal verdrag nodig tussen Luxemburg en de deelstaat Rijnland-Palts voor de bouw van de dam. Dit verdrag is gesloten op 10 juli 1958. De bouw van de dam begon in augustus 1959.
In 1962-1964 werden de eerste negen elektrische pomp-generatorunits geplaatst, met elk een vermogen van 100 Megawatt (MW). Ze werden officieel in werking gesteld op 17 april 1964. In 1976 werd de installatie uitgebreid met een tiende unit, met een vermogen van 196 MW, die het noodzakelijk maakte het bovenste stuwmeer uit te breiden met een tweede exemplaar.
In 2010 werd begonnen met de bouw van een elfde unit, met een vermogen van 200 MW; hij werd in december 2014 in gebruik genomen. Daarvoor was het nodig om opnieuw het volume van beide stuwmeren te vergroten. Dit werd gedaan door de grote stuwdam met 50 cm te verhogen en de dam van de bovenste stuwmeren met een meter.

## Elektriciteitscentrale

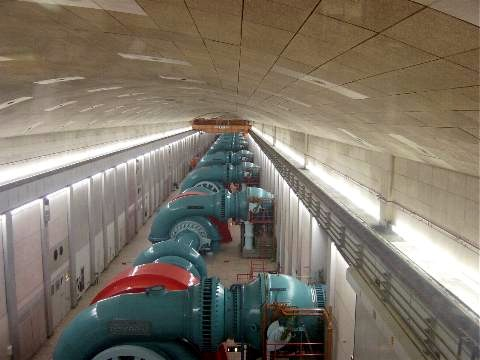
De hoofd-generatorruimte van de waterkrachtcentrale

Het water uit het stuwmeer wordt gebruikt voor een buffercentrale ten behoeve van het Duitse elektriciteitsnet: een waterkrachtcentrale die het water omhoog pompt naar de hogergelegen reservoirs. Vanuit die hoge reservoirs wordt in de piekuren extra elektriciteit geproduceerd. Op deze wijze kan snel ingespeeld worden op soms sterke fluctuaties in de energieopwekking in Duitsland met wind- en zonne-energie.
Het totaal geïnstalleerde vermogen bedraagt 1296 MW; het totale pompvermogen (om water omhoog te pompen) bedraagt 1040 MW. Jaarlijks wordt gemiddeld 1650 GWh opgewekt.